# 藤井香愛
藤井 香愛（ふじい かわい、1988年7月26日 - ）は、日本の歌謡歌手である。本名同じ。 東京都出身。所属レコード会社は徳間ジャパンコミュニケーションズ。

## 略歴
- 幼少の頃から安室奈美恵やSPEEDに憧れ、小学校2年生からダンスレッスンやボイストレーニングを始める。両親の影響で演歌や歌謡曲にも馴染みがあり、中学1年で山口百恵の歌を知り歌謡曲を傾聴する。中学2年でそれまで続けていたボイストレーニングやダンスレッスンを止めるが、歌手になる夢は捨てなかった。芸能活動が可能な高校を自ら探して両親を説得し、東放学園高等専修学校に入学する[1][2]。
- 高校在学時に渋谷センター街で雑誌『egg』のモデルにスカウトされ、2005年から2008年まで読者モデルを経験する。芸能事務所のプラチナムプロダクションとタレント契約し、2008年に19歳で東京ヤクルトスワローズ公認パフォーマンス・アーティスト「DDS」に参加する。のちに結成された公認サポーターソングを歌うダンスボーカルユニット「DAD'S」で、メインボーカルを担当した[1][2]。
- カラオケDAM のガイドボーカルや、ライブハウスで自作曲やジャズバンドとともに歌謡曲をジャズやR&Bアレンジで歌うなど、音楽活動を続けながらオーディションを受けるが歌手デビューに至らず[2]、プラチナムプロダクションを退所する。
- 2017年に29歳で、徳間ジャパンコミュニケーションズとラジオ日本が主催する演歌・歌謡曲新人アーティストオーディション「歌姫、歌彦を探せ!!」に応募し[3]、約2500名から12名のファイナリストに選出される[4]。グランプリ受賞者はメジャーデビューを約束されていたが、最終オーディションで受賞に至らず歌手の夢を諦めかけた[5]。FUKUエンタープライズから声がかかり[2]、2018年7月4日に徳間ジャパンコミュニケーションズからシングル「東京ルージュ」でデビューする。
- 2025年3月、契約満了に伴い所属事務所「FUKUエンタープライズ」を退所[6]。

## 人物
- 身長163センチメートル、血液型B型、星座しし座、東京都新宿区で生まれ中野区で育つ[7]。
- 名前 「香愛（かわい）」の発音に特徴があり、先頭の「か」に アクセントがある。「ハワイ」の発音に近い。
- 趣味は、野球観戦、食べ歩き（外食好き、特に肉を好む）。野球観戦は東京ヤクルトスワローズ公認パフォーマンス・アーティスト「DDS」に参加していた影響によるが、ブログでも野球観戦に関する記事が多い[8]。DDSで共働した志摩夕里加と交流が深く、志摩（DJ SHIMA☆YURI 名義）とともにイベントを企画したこともある[9]。
- 料理が好きでTwitterやブログでもレシピの紹介記事を多数載せている[10]。料理投稿には、ハッシュタグ「#かわいごはん」を付けている[11]。
- 好きな言葉は、「明るく前向きに♪」「時がたてば解決する」「いろいろなものや人に執着すると人生は楽しくなくなる」など、マイペースな言葉が多い[12]。
- 特技は、すぐに曲を覚えて歌うことができること、パソコン早打ち。キーボードをたたくカタカタ音に嵌まったのがきっかけでパソコン早打ちが特技になった。[8]スマートフォンのフリック入力が出来ない[13]。
- 性格的には、掃除好きで、家を空けるときは必ず部屋の掃除や整理をしていくことや、バッグの中もバッグ・イン・バッグに小分けして整理するなど几帳面なところがある[14]。
- 好きな動物は、犬とカワウソ[13]。
- 取得資格は、パソコンスピード認定試験２級・文書デザイン検定試験１級・日本語ワープロ検定1級[8]・情報処理技能検定1級。
- オープンハウスで、資格を活かし5年間アルバイトした[15]。
- 東放学園高等専修学校[16]四期卒業で歌とダンスを専攻し、テニス同好会を立ち上げた[17]。
- 憧れの歌手はちあきなおみで、「喝采」「黄昏のビギン」をよく歌い、カラオケは五輪真弓の「恋人よ 」、内藤やす子の「弟よ」などを歌う[2]。演歌・歌唱曲新人アーティストオーディション「歌姫、歌彦を探せ!!」最終選考でチャン・ウンスク（テイチク）の「赤坂レイニーブルー」を歌った[7]。新曲キャンペーンのイベントで、髙橋真梨子「ごめんね…」、欧陽菲菲「ラヴ・イズ・オーヴァー」、アン・ルイス「六本木心中」なども披露する[18]。

## 受賞歴
- 日本作曲家協会音楽祭2020・奨励賞（2020年10月5日）[19]。
- 第64回日本レコード大賞日本作曲家協会選奨（2022年11月16日）[20]。
- 日本作曲家協会音楽祭2024・ベストパフォーマンス賞（2024年10月7日）[21]。

## ディスコグラフィ

### シングル
- 全て徳間ジャパンからリリース。

| # | 発売日         | 曲順 | タイトル                     | 作詞         | 作曲   | 編曲       | オリコン 最高順位 | 規格品番             |
| - | -------------- | ---- | ---------------------------- | ------------ | ------ | ---------- | ----------------- | -------------------- |
| 1 | 2018年 7月4日  | 01   | 東京ルージュ                 | 岡田冨美子   | 弦哲也 | 川村栄二   | 44位              | TKCA-91090           |
| 1 | 2018年 7月4日  | 02   | モナリザ〜微笑みをください〜 | 岡田冨美子   | 弦哲也 | 川村栄二   | 44位              | TKCA-91090           |
| 2 | 2019年 7月24日 | 01   | TOKYO迷子                    | さくらちさと | 伊藤薫 | 馬飼野俊一 | -                 | TKCA-91190           |
| 2 | 2019年 7月24日 | 02   | 東京マスカレード             | さくらちさと | 伊藤薫 | 馬飼野俊一 | -                 | TKCA-91190           |
| 3 | 2020年 4月22日 | 01   | その気もないくせに           | 千家和也     | 幸耕平 | 萩田光雄   | 35位              | TKCA-91270 (通常盤)  |
| 3 | 2020年 4月22日 | 02   | シャボン玉                   | 岡田冨美子   | 幸耕平 | 猪股義周   | 35位              | TKCA-91270 (通常盤)  |
| 3 | 2021年 3月10日 | 02   | 鳴かない鳥                   | さいとう大三 | 幸耕平 | 坂本昌之   | 35位              | TKCA-91341 (新装盤)  |
| 4 | 2022年 1月12日 | 01   | 一夜桃色                     | 及川眠子     | 幸耕平 | 坂本昌之   | 14位              | TKCA-91391           |
| 4 | 2022年 1月12日 | 02   | 名残りの恋                   | 及川眠子     | 幸耕平 | 坂本昌之   | 14位              | TKCA-91391           |
| 5 | 2023年 1月11日 | 01   | 夢告鳥                       | 及川眠子     | 幸耕平 | 坂本昌之   | 15位              | TKCA-91485           |
| 5 | 2023年 1月11日 | 02   | ラストノート                 | 及川眠子     | 幸耕平 | 坂本昌之   | 15位              | TKCA-91485           |
| 6 | 2024年 4月24日 | 01   | 純情レボリューション         | 及川眠子     | 幸耕平 | 萩田光雄   | 28位              | TKCA-91561 (タイプA) |
| 6 | 2024年 4月24日 | 02   | うらはら                     | 及川眠子     | 幸耕平 | 萩田光雄   | 28位              | TKCA-91561 (タイプA) |
| 6 | 2024年 4月24日 | 02   | 最後のわがまま               | 及川眠子     | 幸耕平 | 佐藤和豊   | 28位              | TKCA-91562 (タイプB) |
| 6 | 2024年 10月2日 | 02   | 迷子の仔猫たち               | 及川眠子     | 幸耕平 | 坂本昌之   | 28位              | TKCA-91563 (タイプC) |

### 映像作品
| 発売日        | タイトル                                       | 規格 | 規格品番  |
| ------------- | ---------------------------------------------- | ---- | --------- |
| 2021年11月3日 | ファーストコンサート〜中野より愛を込めて〜     | DVD  | TKBA-1310 |
| 2022年9月21日 | 藤井香愛コンサート〜中野より愛を込めて〜第二章 | DVD  | TKBA-1340 |
| 2023年6月14日 | ビデオ・シングルス〜夢告鳥〜                   | DVD  | TKBA-1365 |
| 2023年10月4日 | 5周年記念コンサート〜感謝祭〜                  | DVD  | TKBA-1375 |

## 年表

### 2018年
- 5月29日 都内で関係者向けのコンベンションライブを開催。デビューシングルの「東京ルージュ」、カップリング曲「モナリザ〜微笑みをください〜」、オーディションで歌った「赤坂レイニーブルー」を披露した。[7]  なお、同コンベンションライブを 5月24日に大阪、5月25日に名古屋で開催している。[23]
- 7月4日 徳間ジャパンより、シングル「東京ルージュ」にてデビュー。キャッチフレーズは「新世代の歌謡歌姫（ディーヴァ）」[1]
- 8月24日 東京・神宮球場で行われたプロ野球『東京ヤクルトスワローズ vs 横浜DeNAベイスターズ』の始球式を務めた。[24]
- 11月〜、フマキラー「アレルシャットウイルスイオンでブロック」のCMに出演。[25][26][27]「藤井香愛　初ＣＭでインパクトある不気味な笑顔を披露」という見出しで東スポWebに掲載された。[28]
- 12月9日、日刊SPA！にインタビュー記事が掲載された。[29]

### 2019年
- 1月26日 ファンミーティング 第1回DIVA会を 東京・新宿KENTO'Sで開催。[30]
- 7月17日、7月24日発売の第2弾シングル「TOKYO迷子」の新曲発表会を 東京・南青山のLIVEレストラン青山で行った。[31][32][33]
- 7月24日、2ndシングル「TOKYO迷子」をリリース。オリコン演歌・歌謡週間シングルランキング 初登場6位[34]、レコチョク 歌謡曲・演歌ランキングデイリー 8位を獲得。[35]

### 2020年
- 4月11日、インスタグラムを開設[36]
- 4月22日、3rdシングル「その気もないくせに」をリリース。5月4日付オリコン演歌・歌謡週間シングルランキング 初登場7位となる。[37]7月12日付 オリコン演歌・歌謡曲デイリーランキング2位、総合ランキング23位。[38]
- 6月16日、同年10月5日に開催される「日本作曲家協会音楽祭・2020」に於いて、日本作曲家協会音楽祭・奨励賞 の受賞が決定したことが発表された。[39]
- 6月19日、同日発売の月刊誌『月刊カラオケファン』8月号より『藤井香愛の"kawaii"世界』の連載が始まる。[40]
- 7月4日、ファンクラブ『DIVA CLUB』が発足。同日は自身デビュー2周年の記念日となる。[41][42]
- 7月9日、けん玉道検定5級を取得。検定は、歌手であり けん玉道二級指導員を保有する 三山ひろし が行い、認定を受けた。[43]
- 8月5日、音楽情報サイト「うたびと」にて、インタビュー記事が掲載された。自身の紹介と共に、新曲への意気込み、コロナ禍によるイベント自粛の制限のある中での活動状況などについて語った。[44]
- 10月5日、 東京都北区にある 北とぴあさくらホールにて開催された『日本作曲家協会音楽祭2020』に於いて奨励賞が授与された。歌手としてデビュー後、初の受賞となる。[45] 10月14日付の日刊紙 中日スポーツ・東京中日スポーツにて、受賞についての記事が掲載された。[46][47]

### 2021年
- 3月1日、同日より始まった歌手佳山明生のYouTubeチャンネル「佳山明生のなんてったって歌でしょう！」のアシスタントとして出演。同チャンネルは、ギタリスト斉藤功を含め3人のトークとギター弾き語りによる約16分間の番組で、週一回のペースで公開される。番組のエンディング曲として自身の歌唱が流れる。[48][49]
- 3月10日、3rdシングル「その気もないくせに」が新装盤となり、新曲「鳴かない鳥」との両A面シングルとしてリリース。3月22日付 オリコン 週間 演歌・歌謡シングルランキング 初登場3位となる。[50]
- 3月28日、2019年4月よりパーソナリティーとしてレギュラー出演していた東海ラジオ「原・藤井の歌謡曲主義」の最終回を迎えた。藤井香愛特集として「東京ルージュ」「シャボン玉」「TOKYO迷子」「鳴かない鳥」「その気もないくせに」の計5曲をスタジオ内にて生歌で歌唱。番組開始からの放送回数は77回。番組の途中で生歌を披露する自身のコーナー「ナマウタ主義」にて歌唱した楽曲は自身の曲を含め58曲に上る。最終回の模様はスポーツ各誌のWebニュースにて紹介された。[51][52][53]
- 7月3日、翌日7月4日にデビュー3周年を迎えるにあたり「藤井香愛デビュー3周年記念 ファーストコンサート〜中野より愛をこめて〜」と題して東京都中野区・野方区民ホールにてファーストコンサートを開催。自身のオリジナル曲とカバー曲を含め全23曲を歌唱した。生バンド演奏によるコンサートは自身初となる。また、小学2年のころから6年間習ってきたタップダンスを初披露。なお、同コンサートの模様を収録したDVDが同年11月3日に発売された。[54][55][56][57]

- 7月15日、元々カワウソ好きであることを公言していたが、池袋サンシャイン水族館にて「世界カワウソの日（5月26日）」に合わせて開催されたイベントに参加し、クイズに回答して「カワウソ博士認定証」を得た。[58]
- 10月2日、東海ラジオにて「藤井香愛のkawaiiらじお」の放送がスタート。単独としては初の冠番組となる。[59]

### 2022年
- 1月12日、4thシングル「一夜桃色」をリリース。1月24日付 オリコン 演歌・歌謡 週間シングルランキング 初登場1位となる。[60]
- 5月22日、東京都中野区の「なかのＺＥＲＯ小ホール」にて「藤井香愛　コンサート　～中野より愛を込めて～　第二章」を行った。ソロコンサートとしては昨年に続き2度目となる。自身の最新曲や昭和アイドルのカバーを含め全23曲を歌唱。早着替えやダンサーをバックにしての歌唱などに初挑戦した。[61][62]
- 7月30日、東京・南青山のライブレストラン青山にて5周年突入＆バースデーライブを開催。7月4日にデビュー4周年を、さらに26日に誕生日を迎えたのを記念して開かれたもので、オリジナル４曲とカバー４曲の計8曲を歌唱した。さらに同日、帯広ばんえい競馬にて「祝藤井香愛バースデー記念」と命名されたレースが実施された。[63][64][65][66][67][68][69][70]
- 11月16日、第64回日本レコード大賞の「日本作曲家協会選奨」を受賞[71][72]。12月8日に行われた表彰式において同賞が授与された。[20][73][74]

### 2023年
- 1月11日、5thシングル「夢告鳥」をリリース。1月9日～1月15日オリコン週間 演歌・歌謡シングルランキングにて 初登場3位。1月6日～1月12日USEN HIT演歌/歌謡曲ランキング1位となる。[75][76]
- 6月17日、東京都港区の草月ホールにてデビュー５周年記念コンサート「5th Anniversary Concert〜感謝祭 〜」を開催。オリジナル曲とカバー曲を含めて全20曲を歌唱した。[77]

### 2024年
- 4月24日、6thシングル「純情レボリューション」をリリース[78]。オリコン週間 演歌・歌謡シングルランキングにて 初登場2位[79]。5月3日～5月9日USEN HIT演歌/歌謡曲ランキング1位となる[80]。
- 8月13日、TikTokを開設。[81]
- 10月2日、6thシングル「純情レボリューション」の新装盤をリリース。[82]
- 10月7日、 東京都北区・ 北とぴあさくらホールにて開催された『日本作曲家協会音楽祭2024』に於いてベストパフォーマンス賞を授与された。[21]

### 2025年
- 2月16日、契約満了に伴い、同年3月31日付で所属事務所「FUKUエンタープライズ」を退所することを自身のブログにて報告した。[6]

## 出演

### テレビ

#### NHK
新・BS日本のうた（NHK BSプレミアム）
1. 2018年8月26日『東京ルージュ』[83]
2. 2019年9月15日『TOKYO迷子』、『おんな港町』[84]
3. 2020年2月9日『漁火恋歌』、『あの素晴らしい愛をもう一度』（西田あい、城南海、杜このみ、県立久喜高校音楽部と共演）[85]
4. 2020年8月30日『アカシアの雨がやむとき』、『その気もないくせに』[86]
5. 2021年5月30日『霧のかなたに』、『波止場しぐれ』、『金毘羅船々』（水森かおり、市川由紀乃と共演）、『よろこびの歌』（全員）、『よさこい節』（全員）[87][88]
6. 2022年6月26日『一夜桃色』、『あなたにあげる』、『三味線姉妹』（小桜舞子と共演）

ごごウタ（NHK総合）
1. 2018年10月19日『東京ルージュ』（初のテレビ生放送での歌唱[89]）
2. 2019年9月27日『TOKYO迷子』[90]
3. 2019年12月13日『TOKYO迷子』[91]

はやウタ（NHK総合）
1. 2022年10月10日『一夜桃色』[92][93]

うたコン（NHK総合）
1. 2018年9月18日　放送終了後のコーナー「アトラクション」に出演。初めてNHKホールの舞台に立つ。[94]
2. 2019年11月5日『秋桜』（藤あや子と共演）、『人生いろいろ』（大月みやこ、藤あや子、森口博子、市川由紀乃と共演）、『上を向いて歩こう』（出演者全員）[95]
3. 2020年2月18日『圭子の夢は夜ひらく』（おかゆ と共演）[96]
4. 2021年5月11日『その気もないくせに』
5. 2022年3月1日『一夜桃色』[97]
6. 2022年6月14日『二人の銀座』（真田ナオキとデュエット）

#### 民放各局
- 「カラオケ1ばん」（テレビ埼玉） - 2018年6月28日[98]、2019年7月11日
- 「竹島宏の歌MAX」
- 2018年6月27日（KBS京都）・28日（ぎふチャン）・29日（とちぎテレビ・三重テレビ）・30日（青森朝日放送）・7月1日（BS12 トゥエルビ・千葉テレビ）[99]
- 2019年9月18日（KBS京都）・19日（ぎふチャン）・20日（とちぎテレビ・三重テレビ）・22日（青森朝日放送・BS12 トゥエルビ・千葉テレビ）
- 「サブちゃんと歌仲間」（BSテレ東） - 2018年6月30日[100]・10月3日[101]、2019年8月24日・12月14日・12月28日、2020年2月15日、2022年10月1日[102]
- 「FULL CHORUS ～音楽は、フルコーラス～」（BSスカパー） - 2018年7月2日
- 「カラオケチャンネル」（群馬テレビ） - 2018年7月13日、2019年9月13日
- 「テイバン・タイムズ」（BS朝日） - 2018年7月15日、
- 「カラオケ大賞21」（千葉テレビ） - 2018年7月23日
- 「DAM CHANNEL演歌」（BS12 トゥエルビ） - 2018年8月10日
- 「24時間テレビ 「愛は地球を救う」」（日本テレビ） - 2018年8月26日
- 「ヒルナンデス！」（日本テレビ） - 2018年9月7日[103]、2019年7月10日
- 「洋子の演歌一直線」（テレビ東京） - 2018年9月16日[104]、2019年3月3日・9月22日・12月8日、2022年10月9日[105]
- 「エンタメステーションin札幌ド真ん中」（メガ・ビジョン4プラ、ha・na・vi、YouTube） - 2018年9月13日～19日[106]
- 「平成歌謡塾２」（BS12 トゥエルビ） - 2018年10月5日[107]
- 「うたの王様」（とちぎテレビ） - 2018年10月17日
- 「となりのテレ金ちゃん」（テレビ金沢） - 2018年10月30日[108]
- 「THEカラオケ★バトル」（テレビ東京） - 2018年10月31日（「ブレイク直前！歌の新星スペシャル」の回に、新星11名の中のひとりとして出場。自身が憧れているちあきなおみ の「喝采」を歌唱した。[109]）
- 「Dream☆Hopeコンサート2018」（BS日テレ） - 2018年11月17日（2018年9月10日に東京・中野サンプラザホールで行われたライブの模様を放送[110]）
- 「弦哲也の人生夢あり歌もあり」（テレビ金沢） - 2019年2月3日・24日
- 「歌謡プレミアム」（BS日テレ） - 2019年2月4日、2020年3月9日
- 「月〜金お昼のソングショーひるソン！」（テレビ東京） - 2019年2月5日・10月30日
- 「千葉一夫と松本マサ子の歌謡散歩」（テレビ埼玉） - 2019年2月18日
- 「清水節子と安藤栄子の歌日記」
- 2019年3月8日（群馬テレビ）・12日（BS12 トゥエルビ・テレビ埼玉）
- 2019年9月23日（栃木テレビ）・24日（BS12 トゥエルビ・テレビ埼玉）・27日（奈良テレビ）・29日（群馬テレビ）
- 「安藤みゆきと小桜舞子の歌の彩は」
- 2019年4月25日（とちぎテレビ）・26日（群馬テレビ）・28日（テレビ埼玉）
- 2019年11月15日（群馬テレビ）・17日（テレビ埼玉）・18日（岐阜放送）・21日（とちぎテレビ）
- 「宮本隆治の歌謡ポップス☆一番星 ～演歌・歌謡曲情報バラエティ～」（歌謡ポップスチャンネル） - 2019年6月6日、2020年4月23日
- 「カラオケ大賞」（千葉テレビ） - 2019年7月29日
- 「聴かせて！あなたのリクエスト 視聴者が選ぶ人気曲ランキング」（歌謡ポップスチャンネル） - 2019年8月11日
- 「演歌大好き」（群馬テレビ） - 2019年8月22日
- 「ミュージックブレイク」（テレビ東京） - 2019年10月14日（MV放送）
- 「津吹みゆと一条貫太のこちら最新歌謡曲」（テレビ埼玉・群馬テレビ） - 2019年10月28日

- 「あさうたワイド」（BS日テレ） - 2019年12月5日
- 「令和・歌の祭典2019」（BS-TBS） - 2019年12月7日
- 「入山アキ子とマイク河原のここ一番の歌謡曲」 - 2019年12月16日（群馬テレビ）・21日（テレビ埼玉）
- 「音流 ～ONRYU～」（テレビ東京） -  2020年1月10日（MV放送）
- 「人生、歌がある」（BS朝日）- 2021年5月8日
- 「名曲をあなたに　うた恋！音楽会」（BS-TBS） - 2024年7月14日
- 「そのとき、歌は流れた」（BS日テレ） - 2024年9月18日
- 「そのとき、歌は流れた 時代を彩った昭和名曲」（BS日テレ） - 2024年10月16日
- 「日本作曲家協会音楽祭2024」（BSテレ東）- 2024年11月4日
- 「MUSIC X」（BS-TBS） - 2024年11月7日
- 「そのとき、歌は流れた」（BS日テレ） - 2024年11月13日

### ラジオ

#### レギュラー出演
- 「原・藤井の歌謡曲主義」（2019年4月〜2021年3月28日、東海ラジオ）[111]
第1日曜日を除く毎週日曜日 17:00～19:00（生放送）
パーソナリティ:原光隆（東海ラジオアナウンサー→タレント）・藤井香愛

- 「藤井香愛のkawaiiらじお」（2021年10月2日〜2022年9月25日、東海ラジオ）[112][113]
毎週土曜日 28:00～28:15（「歌謡曲主義 ～暁～」内）
- 「藤井香愛のkawaiiらじお〜第二章〜」（2022年10月1日〜、東海ラジオ）[113][114]
毎週土曜日 28:00～28:10（「Music Submarine」内）

#### ゲスト出演
- 「松原健之・Bitter＆Sweetの音茶メロらじお」
- 2018年5月19日（南海放送）[115]・20日（岩手放送・長崎放送・ラジオ佐賀・静岡放送・新潟放送）
- 2019年10月12日・19日（南海放送）、2019年10月13日・20日（岩手放送・長崎放送・ラジオ佐賀・静岡放送・新潟放送）
- 「渋谷のサンデー」（渋谷のラジオ） - 2018年6月17日[116]、2019年7月7日
- 「歌謡アプローチ」（四国放送ラジオ） - 2018年6月26・27・28日、2020年4月28日・29日・30日
- 「きらめき歌謡ライブ」（NHKラジオ） - 2018年7月4日
- 「TOKYO UPSIDE STATION」（東海ラジオ）
  - 「TOKYO UPSIDE STATION」 - 2018年7月8日
  - 「TOKYO UPSIDE STATION 710」 - 2019年7月14日
  - 「TOKYO UPSIDE STATION 954」 - 2020年4月26日
- 「CoCoLo Estacion」（岐阜放送ラジオ） - 2018年7月12日
- 「日曜バラエティー」（NHKラジオ） - 2018年7月15日、2019年2月3日
- 「走れ！歌謡曲」（文化放送） - 2018年7月17日、2019年8月14日
- 「SONG OF JAPAN」（bayfm） - 2018年7月19日、2019年3月28日・7月18日・12月19日
- 「おはよう歌一番」（ラジオ日本） - 2018年7月30日
- 「Apple Smile」（FMアップル） - 2018年8月2日
- 「いつも心に歌謡曲」（HBCラジオ） - 2018年8月25日
- 「イマうた金曜スペシャル」（ラジオ大阪） - 2018年8月31日
- 「Twin Wave」（北陸放送（ラジオ））- 2018年9月13日[117]
- 「井田・羽山の歌謡曲主義」（東海ラジオ） - 2018年9月22日[14]
- 「はーさん！ねねの！すんどめ！」（東海ラジオ） - 2019年1月30日[118]
- 「城之内早苗のハートフル・ダイアリー」 - 2019年2月16日（和歌山放送）・17日（茨城放送）[119]
- 「元気はつらつ歌謡曲『山川豊のファイティングミュージック・リターンズ』」
- 2019年2月11日～24日（USEN C-42）・12日（全国コミュニティFM）
- 2019年8月12日～25日（USEN C-42）・13日（全国コミュニティFM）
- 「プロムナード 82.4」（FM-HANAKO） - 2019年2月20日
- 「ORANGE TIME サタデー」（ラジオ福島） - 2019年3月2日
- 「大原かずみの明日花」（ラジオ関西） - 2019年3月3日・10日・17日・24日・31日
- 「演歌大キライ！」（FM MOOV） - 2019年3月4日
- 「加藤裕介の横浜ポップJ」（ラジオ日本） - 2019年3月28日
- 「ドラゴンズステーション 東海ラジオ 新生活応援WEEK! ～はじまる、ラジオのある暮らし～ in アスナル金山！」公開生放送（東海ラジオ） - 2019年4月7日
- 「原・門松の歌謡曲主義」（東海ラジオ） - 2019年4月7日
- 「松田おさむの歌謡大行進」（かつしかFM） - 2019年4月30日
- 「MON-brun」（ラジオモンスター） - 2019年5月16日
- 「ハッピードリーム ～歌の贈り物～」（ラジオ関西） - 2019年7月14日
- 「よっちゃんの歌謡アプローチ」（四国放送ラジオ） - 2019年7月16日～18日
- 「夏木ゆたかのホッと歌謡曲」（ラジオ日本） - 2019年7月19日、2020年4月17日、2022年9月30日[120]
- 「Bitter&SweetのGOLDEN SOUNDay♪」（FM PORT） - 2019年7月21日
- 「イチ押し 歌のパラダイス」（NHKラジオ第1） - 2019年7月31日
- 「羽川英樹ハッスル！」（ラジオ関西） - 2019年8月1日
- 「プロムナード82.4」（FM-HANAKO） - 2019年8月1日
- 「柳ヶ瀬あい愛ミュージック」（柳ヶ瀬あいあいステーション） - 2019年8月2日
- 「山浦！深谷！イチヂカラ！」（東海ラジオ） - 2019年8月2日
- 「大須ういろプレゼンツ 原・藤井の歌謡曲主義スペシャル@大須夏まつり」（東海ラジオ） - 2019年8月10日
- 「おはよう歌一番」（ラジオ日本） - 2019年8月13日、2019年10～12月の毎週木曜日「クロストーク」担当、2020年4月23日
- 「サンデー演歌ベスト30」（ぎふチャン） - 2019年8月18日、2020年4月26日
- 「MIDカラオケ天国」（MID-FM） - 2019年8月31日、2020年5月2日
- 「ただいま、ラジオ。」（NBCラジオ佐賀） - 2019年9月6日・19日
- 「CBC歌謡ベストテン」（CBCラジオ） - 2019年9月8日、2020年5月10日
- 「26時の歌謡曲」（東海ラジオ） - 2019年9月25日
- 「おはようラジオ早朝便」（KBCラジオ） - 2019年9月29日
- 「門馬良のこころ鏡うた鏡」（RKBラジオ） - 2019年9月29日・11月17日
- 「原・藤井の歌謡曲主義スペシャル in ボートレース蒲郡」（東海ラジオ） - 2019年10月3日
- 「歌謡曲主義 大感謝祭スペシャル」（東海ラジオ） - 2019年10月13日
- 「みどり○みきと友達の歌謡なう！」（FMチャッピー） - 2019年10月20日・27日、2020年1月12日・19日・26日
- 「艶歌にっぽん」（KBCラジオ） - 2019年10月20日
- 「東海ラジオミッドナイトスペシャル 〜金シャチ劇場〜 」（東海ラジオ） - 2019年11月8日
- 「東海ラジオ プレミアムウィーク 令和ドラゴンズスペシャル ～冬の陣～ 開幕祭」（東海ラジオ） - 2019年12月7日
- 「Fine!!『開運演歌女子羽山みずきの朝カラ♪』」（TBSラジオ） - 2019年12月13日・20日
- 「おもいで歌謡うた物語」（レインボータウンFM） - 2019年12月17日
- 「アフタヌーン・パラダイス」（全国コミュニティFM） - 2019年12月20日
- 「夕暮れ恋時間 〜ときめきのひととき〜」（FMえどがわ） - 2020年1月9日
- 「みんかよたいむ」 - 2020年1月3日・17日（秋田FMゆーとぴあ）、2020年1月4日・11日（長崎シティFM）
- 「叶やよいの歌謡ルネッサンス」 - 2020年1月25日（SBC信越放送）・2020年1月26日（KRY山口放送・RKK熊本放送）
- 「北川裕二の演歌一本道」 - 2020年1月25日・2月1日（FMきたかた）、2020年1月29日・2月5日（FM会津）
- 「チャッピーサンデー」（FMチャッピー） - 2020年3月1日
- 「YOSHIKOのミニミニコンサート」（酒田 FMハーバーラジオ） - 2020年3月20日
- 「佳山明生のナイスキャッチ・ミュージック」 - 2020年4月11日（岐阜県HitsFM）・12日（MBC南日本放送・RKC高知放送・YBS山梨放送）
- 「ココロのオト 昼レコ」（ぎふチャン） - 2020年4月13日
- 「山浦ひさし！イチヂカラ！」（東海ラジオ） - 2020年4月13日
- 「Chameleon Saturday」（MID-FM） - 2020年4月18日
- 「ハッピーモーニング794 ～ながーくよろしく～」（FMいたみ） - 2020年5月8日
- 「さわやかワイド82.4！ Part2」（FM-HANAKO） - 2020年5月8日
- 「午後はとことん よろず屋ラジオ」（福井放送FBCラジオ） - 2020年5月8日
- 「Hit&Hit!」（ラジオ大阪） - 2020年5月8日
- 「toy box」（栃木放送） - 2020年5月9日
- 「歌謡ワイド ～今夜は演歌をキカナイト！～」（茨城放送） - 2020年5月10日
- 「昼どきラジオ便」（ラジオ金沢） - 2020年5月11日

## その他

### SNS系動画
- 月刊カラオケファン公式チャンネル（2023年6月9日 - 、Youtube）：同月刊誌の連載コーナーと連動して「今月のkawaii動物図鑑【藤井香愛】」と題し、同チャンネルにてショート動画を配信。[121]

### 連載
- 月刊カラオケファン「藤井香愛の”kawaii”世界」（2020年8月号 - 2021年7月号）
- 月刊カラオケファン「藤井香愛のkawaii動物図鑑」（2022年9月号 - ）[122]

### 掲載誌、WEB掲載記事
- 2020年11月17日、デイリースポーツ WEBサイトに最新曲の紹介記事が掲載された[123]
- 2021年11月7日、ニッカンスポーツ・コムにて「われら第7世代！～演歌・歌謡曲のニューパワー～」と題し、新進気鋭の若手歌手の一人として紹介記事が掲載された。[124]
- 2022年10月13日、週刊実話2022年10月27日号にインタビュー記事が掲載された[125][126]

### CM、その他
- 中条きよし「つくづく一途」ジャケット写真および歌詞カード(2018年3月7日発売)
- プロ野球『東京ヤクルトスワローズ vs 横浜DeNAベイスターズ』始球式（2018年8月24日、東京・神宮球場）[24]
- フマキラー「アレルシャットウイルスイオンでブロック」のCMに出演（2018年11月〜）[25][27]
- フマキラー「アレルシャット 花粉イオンでブロック」のテレビCMに出演。前回に続き第2弾となる。（2019年2月11日〜）[127]
  - JR東日本・山手線車内のデジタルサイネージ「まど上チャンネル」にて2020年2月17日から2週間放映。[128]